# Lago di Lavarone
Il lago di Lavarone è un piccolo lago che si trova sull'omonimo altopiano, in provincia di Trento, a 1.079 metri s.l.m.. Ha una superficie di 64.000 m² e una profondità massima di 17 metri. 
Di origine carsica, si creò dopo il lento invaso di una dolina. Nel 1972 furono trovati alcuni tronchi d'albero rimasti ancorati con le radici al fondo e datati tramite metodo del carbonio al 210 a.C. L'acqua si accumulò nella dolina solo in seguito all'impermeabilizzazione del suolo.
L'alimentazione del lago è garantita da piccole sorgenti superficiali. Le acque defluiscono per infiltrazioni sotterranee e in circa un'ora e mezza percorrono 3 km di distanza fino alla valle di Centa, dove formano le cascate del Vallempach.
Per il clima mite e per la particolare purezza delle sue acque, il lago di Lavarone costituisce per la zona degli altipiani cimbri un rilevante elemento di richiamo turistico: è attrezzato per la balneazione e la pesca in estate e per il pattinaggio su ghiaccio durante una parte del periodo invernale. In inverno è anche sede del corso di apprendimento della tecnica di salvataggio sotto il ghiaccio che si tiene dal 1985 e viene organizzato dall'Associazione nazionale istruttori subacquei (ANIS).
Secondo una leggenda, nel punto in cui ora sorge il lago sarebbe stato presente un bosco rigoglioso che apparteneva a due fratelli. Questi avrebbero litigato prepotentemente per la proprietà del bosco. Per punirli, Dio fece sprofondare il bosco e riempì il declivio con l'acqua in modo da eliminare l'oggetto del litigio.